# Prix Nobel de chimie
Le prix Nobel de chimie est une récompense décernée une fois par an, depuis 1901, par l'Académie royale des sciences de Suède à un scientifique dont l'œuvre et les travaux ont rendu de grands services à l'humanité par une contribution exceptionnelle en chimie. Après la publication du nom du lauréat au début octobre, les prix Nobel (une médaille et un diplôme) sont officiellement remis par le roi de Suède, le 10 décembre, jour anniversaire de la mort du fondateur du prix. Depuis 2001, il est doté d'un montant de dix millions de couronnes suédoises.

## Désignation des lauréats

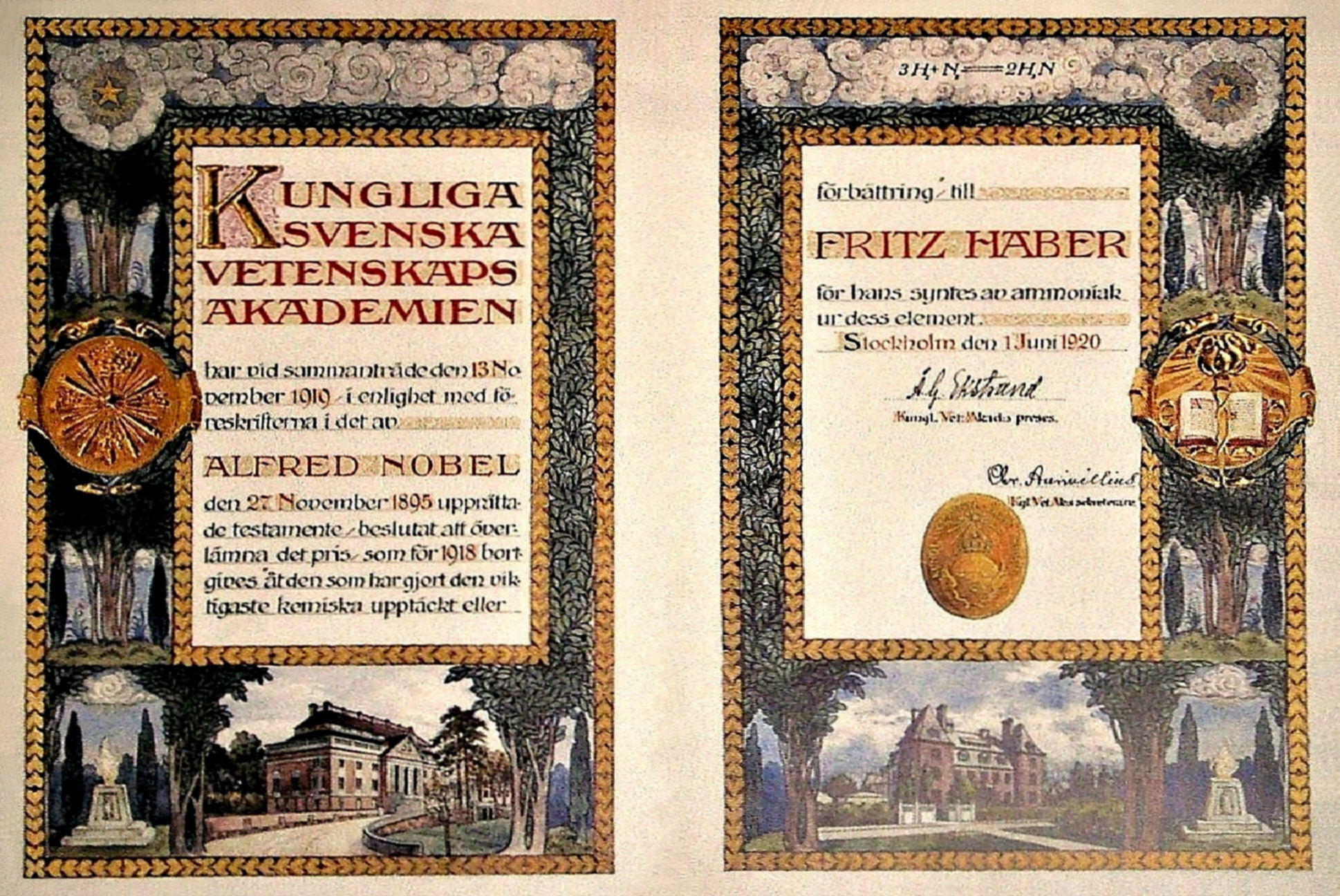
Diplôme accompagnant le prix Nobel de chimie de 1918 remis à Fritz Haber en 1920. Photographie prise au Musée d'histoire naturelle de l'université de Wrocław.

Selon le testament d'Alfred Nobel, le prix doit récompenser « la découverte ou l'amélioration la plus importante en chimie ». Nobel voulait qu'il soit attribué par l'Académie royale des sciences de Suède, comme pour le prix en physique. L'Académie délègue l'étude des candidatures au Comité Nobel, qui dépend de la fondation Nobel, déterminant la spécificité de chacune des branches à récompenser. Les membres du comité sont au nombre de cinq. Ils sont désignés par cooptation parmi les membres de l'Académie royale pour une période de trois ans. Ceux-ci s'appuient sur différentes figures d'autorité pour établir leurs nominations : chimistes reconnus, cercles d'éminents professeurs en université, associations de chercheurs, anciens lauréats du prix, dirigeants de grands centres nationaux ou internationaux de recherches scientifiques… Des courriers du comité sont envoyés à l'automne afin d'être retournés pour le choix du lauréat de l'année suivante. Il est interdit à chacune des personnes sollicitées de voter pour elle-même. Plusieurs centaines de propositions annuelles, obligatoirement argumentées et détaillées, sont ainsi soumises au comité qui en étudie la fiabilité, la légitimité et la crédibilité. Le comité ne conserve qu'une cinquantaine de candidatures soumises dès le printemps aux autres académiciens qui doivent souscrire à quelques recommandations. La liste finale, statuée par le comité Nobel, comprend cinq noms ou groupes de noms associés à une recherche précise. L'élection du ou des lauréats se fait en octobre au scrutin majoritaire. Tous les membres de l'Académie royale participent au vote. L'identité du ou des récipiendaires est révélée lors d'une conférence de presse officielle. Les nominations et le cadre des délibérations sont normalement tenus au secret pour 50 années avant que les archives de la fondation Nobel soient ouvertes. Les jurés sont obligés de respecter l'instruction du testament de Nobel : « a fait ses preuves avec le temps » pour attribuer le prix. Entre la découverte du scientifique et sa désignation en tant que récipiendaire doit normalement s'écouler une période minimum de vingt ans. Cet ordre est sujet à polémique dans la mesure où les personnalités dans le domaine ne survivent pas tous à l'intervalle donné. D'immenses savants, dont l'œuvre a pourtant complètement modifié l'approche de la discipline, n'ont pas été récompensés, le prix ne pouvant être attribué de manière posthume.

## Liste des lauréats
Le tableau ci-dessous comprend tous les lauréats du prix Nobel de chimie de 1901 à nos jours.
Le prix n'a pas été décerné à huit reprises (1916, 1917, 1919, 1924, 1933, 1940, 1941 et 1942). 
| Année | Lauréat(s)                                                            | Partage           | Nationalité                      | Travaux récompensés |
| ----- | --------------------------------------------------------------------- | ----------------- | -------------------------------- | --- |
| 1901  | Jacobus van 't Hoff                                                   | 1/1               | Pays-Bas                         | Pour les services extraordinaires qu'il a rendus avec les découvertes des lois de la cinétique chimique et de la pression osmotique des solutions. |
| 1902  | Hermann Emil Fischer                                                  | 1/1               | Allemagne                        | Pour les services extraordinaires qu'il a rendus par ses travaux sur la synthèse des hydrates de carbone et des purines. |
| 1903  | Svante August Arrhenius                                               | 1/1               | Suède                            | Pour les services extraordinaires rendus à l'avancement de la chimie par sa théorie de la dissociation des électrolytes. |
| 1904  | William Ramsay                                                        | 1/1               | Royaume-Uni                      | En reconnaissance de la découverte dans l'air d'éléments gazeux inertes, et de la détermination de leur position dans le tableau périodique. |
| 1905  | Adolf von Baeyer                                                      | 1/1               | Allemagne                        | Pour les services rendus à l'avancement de la chimie organique et industrielle, grâce à ses travaux sur les colorants organiques et les composés hydroaromatiques. |
| 1906  | Henri Moissan                                                         | 1/1               | France                           | En reconnaissance des grands services qu'il a rendus par la découverte du fluor et de ses propriétés, et pour avoir mis à la disposition de la science le four électrique qui porte son nom. |
| 1907  | Eduard Buchner                                                        | 1/1               | Allemagne                        | Pour ses recherches en biochimie et la découverte de la fermentation en l'absence de cellules. |
| 1908  | Ernest Rutherford                                                     | 1/1               | Royaume-Uni                      | Pour ses recherches sur la désintégration des éléments et la chimie des substances radioactives. |
| 1909  | Friedrich Wilhelm Ostwald                                             | 1/1               | Allemagne                        | En reconnaissance de ses travaux sur la catalyse et pour ses recherches sur les principes fondamentaux qui gouvernent les équilibres chimiques et les vitesses de réaction. |
| 1910  | Otto Wallach                                                          | 1/1               | Allemagne                        | En reconnaissance des services rendus à la chimie organique et à l'industrie chimique par ses travaux de pionnier dans le domaine des composés alicycliques. |
| 1911  | Marie Curie                                                           | 1/1               | France                           | Pour les services rendus à l'avancement de la chimie par sa découverte des éléments radium et polonium, pour avoir isolé le radium et étudié la nature et les composés de cet élément remarquable. |
| 1912  | Victor Grignard¹ et Paul Sabatier²                                    |                   | France                           | ¹ Pour sa découverte du réactif de Grignard, lequel a permis d'accomplir de grands progrès en chimie organique ces dernières années. ² Pour sa méthode d'hydrogénation des composés organiques en présence de métaux finement divisés, par laquelle de grands progrès en chimie organique ont été permis ces dernières années. |
| 1913  | Alfred Werner                                                         | 1/1               | Suisse                           | Pour ses travaux sur les liaisons des atomes dans les molécules, grâce auxquels il a porté un éclairage nouveau sur des études antérieures et ouvert de nouveaux domaines de recherche tout particulièrement en chimie minérale.                                                                                               |
| 1914  | Theodore William Richards                                             | 1/1               | États-Unis                       | En reconnaissance de ses déterminations précises des poids atomiques d'un grand nombre d'éléments chimiques. |
| 1915  | Richard Martin Willstätter                                            | 1/1               | Allemagne                        | Pour ses recherches sur les pigments des plantes et spécialement sur la chlorophylle. |
| 1916  | Prix non décerné.                                                     | Prix non décerné. | Prix non décerné.                | Prix non décerné. |
| 1917  | Prix non décerné.                                                     | Prix non décerné. | Prix non décerné.                | Prix non décerné. |
| 1918  | Fritz Haber                                                           | 1/1               | Allemagne                        | Pour la synthèse de l'ammoniac à partir de ses éléments. NB : prix décerné en 1919 et remis en 1920. |
| 1919  | Prix non décerné.                                                     | Prix non décerné. | Prix non décerné.                | Prix non décerné. |
| 1920  | Walther Hermann Nernst                                                | 1/1               | Allemagne                        | En reconnaissance de ses travaux en thermochimie. |
| 1921  | Frederick Soddy                                                       | 1/1               | Royaume-Uni                      | Pour ses contributions à nos connaissances de la chimie des substances radioactives, et pour ses recherches sur la nature des isotopes. |
| 1922  | Francis William Aston                                                 | 1/1               | Royaume-Uni                      | Pour ses découvertes grâce au spectromètre de masse, d'un grand nombre d'isotopes non radioactifs, ainsi que pour l'énoncé de la règle des entiers pour les masses atomiques. |
| 1923  | Fritz Pregl                                                           | 1/1               | Autriche                         | Pour son invention de la méthode de microanalyse des substances organiques. |
| 1924  | Prix non décerné.                                                     | Prix non décerné. | Prix non décerné.                | Prix non décerné. |
| 1925  | Richard Adolf Zsigmondy                                               | 1/1               | Allemagne                        | Pour sa démonstration de la nature hétérogène des solutions colloïdales et pour les méthodes qu'il a utilisées, lesquelles sont devenues d'un intérêt fondamental dans la chimie colloïdale moderne. |
| 1926  | Theodor Svedberg                                                      | 1/1               | Suède                            | Pour ses travaux sur les systèmes dispersés. |
| 1927  | Heinrich Otto Wieland                                                 | 1/1               | Allemagne                        | Pour ses recherches sur la constitution des acides biliaires et des substances apparentées. |
| 1928  | Adolf Windaus                                                         | 1/1               | Allemagne                        | Pour les services rendus par ses recherches sur la constitution des stérols et leurs relations avec les vitamines. |
| 1929  | Arthur Harden et Hans von Euler-Chelpin                               |                   | Royaume-Uni Suède                | Pour leurs travaux sur la fermentation des sucres et les enzymes qui y participent. |
| 1930  | Hans Fischer                                                          | 1/1               | Allemagne                        | Pour ses travaux sur la constitution de l'hémine et de la chlorophylle et spécialement pour la synthèse de l'hémine. |
| 1931  | Carl Bosch et Friedrich Bergius                                       |                   | Allemagne                        | En reconnaissance de leur contribution dans la découverte et le développement des méthodes chimiques sous haute pression. |
| 1932  | Irving Langmuir                                                       | 1/1               | États-Unis                       | Pour ses découvertes et travaux dans le domaine de la chimie des surfaces. |
| 1933  | Prix non décerné.                                                     | Prix non décerné. | Prix non décerné.                | Prix non décerné. |
| 1934  | Harold Clayton Urey                                                   | 1/1               | États-Unis                       | Pour sa découverte de l'hydrogène lourd. |
| 1935  | Frédéric Joliot-Curie et Irène Joliot-Curie                           |                   | France                           | En reconnaissance de leurs synthèses de nouveaux éléments radioactifs. |
| 1936  | Petrus Josephus Wilhelmus Debye                                       | 1/1               | Pays-Bas                         | Pour ses contributions à la connaissance de la structure moléculaire grâce à ses recherches sur les moments dipolaires et sur la diffraction X et électronique des gaz. |
| 1937  | Walter Norman Haworth et Paul Karrer                                  |                   | Royaume-Uni Suisse               | Pour ses recherches sur les hydrates de carbone et la vitamine C. Pour ses recherches sur les caroténoïdes, les flavines et les vitamines A et B2. |
| 1938  | Richard Kuhn                                                          | 1/1               | Reich allemand                   | Pour ses travaux sur les caroténoïdes et les vitamines. |
| 1939  | Adolf Butenandt et Leopold Ruzicka                                    |                   | Reich allemand Suisse            | Pour ses travaux sur les hormones sexuelles. Pour ses travaux sur les polyméthylènes et les terpènes supérieurs. |
| 1940  | Prix non décerné.                                                     | Prix non décerné. | Prix non décerné.                | Prix non décerné. |
| 1941  | Prix non décerné.                                                     | Prix non décerné. | Prix non décerné.                | Prix non décerné. |
| 1942  | Prix non décerné.                                                     | Prix non décerné. | Prix non décerné.                | Prix non décerné. |
| 1943  | George de Hevesy                                                      |                   | Hongrie                          | Pour ses travaux sur l'utilisation des isotopes comme traceurs dans l'étude des processus chimiques. |
| 1944  | Otto Hahn                                                             |                   | Reich allemand                   | Pour sa découverte de la fission des noyaux lourds. |
| 1945  | Artturi Ilmari Virtanen                                               | 1/1               | Finlande                         | Pour ses recherches et ses inventions en chimie agricole et alimentaire, et spécialement pour sa méthode de conservation du fourrage. |
| 1946  | James Batcheller Sumner John Howard Northrop Wendell Meredith Stanley |                   | États-Unis                       | Pour la découverte de la cristallisation des enzymes. Pour la préparation d'enzymes et de protéines virales sous forme purifiée. |
| 1947  | Robert Robinson                                                       |                   | Royaume-Uni                      | Pour ses recherches sur les substances végétales d'importance biologique, particulièrement les alcaloïdes. |
| 1948  | Arne Tiselius                                                         | 1/1               | Suède                            | Pour ses recherches sur l'analyse par électrophorèse et adsorption, et en particulier pour ses découvertes de la nature complexe des séroprotéines. |
| 1949  | William Francis Giauque                                               | 1/1               | États-Unis                       | Pour ses contributions à la thermodynamique chimique, et en particulier pour avoir étudié les propriétés des corps à très basse température. |
| 1950  | Otto Diels et Kurt Alder                                              |                   | Allemagne de l'Ouest             | Pour avoir découvert et développé la synthèse diénique. |
| 1951  | Edwin McMillan et Glenn Theodore Seaborg                              |                   | États-Unis                       | Pour leurs découvertes dans la chimie des éléments transuraniens. |
| 1952  | Archer John Porter Martin et Richard Laurence Millington Synge        |                   | Royaume-Uni                      | Pour leur invention de la chromatographie de partage. |
| 1953  | Hermann Staudinger                                                    | 1/1               | Allemagne de l'Ouest             | Pour ses découvertes dans le domaine de la chimie macromoléculaire. |
| 1954  | Linus Carl Pauling                                                    | 1/1               | États-Unis                       | Pour ses recherches sur la nature de la liaison chimique et leurs applications à la détermination de la structure de substances complexes. |
| 1955  | Vincent du Vigneaud                                                   | 1/1               | États-Unis                       | Pour ses recherches sur les composés soufrés d'importance biologique et particulièrement pour la première synthèse d'une hormone polypeptidique. |
| 1956  | Cyril Norman Hinshelwood et Nikolaï Semionov                          |                   | Royaume-Uni Union soviétique     | Pour leurs recherches sur les mécanismes des réactions chimiques. |
| 1957  | Alexander Robert Todd                                                 | 1/1               | Royaume-Uni                      | Pour ses travaux sur les nucléotides et les coenzymes nucléotidiques. |
| 1958  | Frederick Sanger                                                      | 1/1               | Royaume-Uni                      | Pour son travail sur la structure des protéines, spécialement celle de l'insuline. |
| 1959  | Jaroslav Heyrovsky                                                    | 1/1               | Tchécoslovaquie                  | Pour la découverte et le développement de la méthode d'analyse polarographique. |
| 1960  | Willard Frank Libby                                                   | 1/1               | États-Unis                       | Pour sa méthode de datation par le carbone 14 utilisable en archéologie, géophysique, et dans d'autres domaines de la science. |
| 1961  | Melvin Calvin                                                         | 1/1               | États-Unis                       | Pour ses travaux sur l'assimilation du dioxyde de carbone par les plantes. |
| 1962  | Max Ferdinand Perutz et John Cowdery Kendrew                          |                   | Autriche Royaume-Uni             | Pour leurs travaux sur la structure des protéines globulaires. |
| 1963  | Karl Ziegler et Giulio Natta                                          |                   | Allemagne de l'Ouest Italie      | Pour leurs découvertes dans le domaine de la chimie et de la technologie des hauts polymères. |
| 1964  | Dorothy Crowfoot Hodgkin                                              | 1/1               | Royaume-Uni                      | Pour la détermination par les techniques des rayons X de la structure d'importantes substances biologiques. |
| 1965  | Robert Burns Woodward                                                 | 1/1               | États-Unis                       | Pour ses réalisations remarquables dans l'art de la synthèse organique. |
| 1966  | Robert Sanderson Mulliken                                             | 1/1               | États-Unis                       | Pour son travail fondamental concernant les liaisons chimiques et la structure électronique des molécules par la méthode des orbitales moléculaires. |
| 1967  | Manfred Eigen, Ronald George Wreyford Norrish et George Porter        |                   | Allemagne de l'Ouest Royaume-Uni | Pour leurs études des réactions chimiques extrêmement rapides effectuées en perturbant l'équilibre au moyen de très courtes impulsions d'énergie. |
| 1968  | Lars Onsager                                                          | 1/1               | Norvège                          | Pour la découverte des relations réciproques qui portent son nom et qui sont fondamentales dans la thermodynamique des processus irréversibles. |
| 1969  | Derek Harold Richard Barton et Odd Hassel                             |                   | Royaume-Uni Norvège              | Pour leur contribution au développement du concept de conformation et son application en chimie. |
| 1970  | Luis Federico Leloir                                                  | 1/1               | Argentine                        | Pour la découverte des nucléotides-sucres et de leur rôle dans la biosynthèse des hydrates de carbone. |
| 1971  | Gerhard Herzberg                                                      | 1/1               | Allemagne de l'Ouest Canada      | Pour ses contributions à la connaissance de la structure électronique et de la géométrie des molécules, et en particulier des radicaux libres. |
| 1972  | Christian Boehmer Anfinsen¹, Stanford Moore² et William Howard Stein² |                   | États-Unis                       | ¹ Pour ses travaux sur la ribonucléase, et spécialement ceux concernant la relation entre la séquence des acides aminés et la conformation biologiquement active. ² Pour leur contribution à la connaissance des relations entre la structure chimique et l'activité catalytique du centre actif de la ribonucléase.           |
| 1973  | Ernst Otto Fischer et Geoffrey Wilkinson                              |                   | Allemagne de l'Ouest Royaume-Uni | Pour leurs travaux de pionniers, réalisés indépendamment, sur les composés organométalliques appelés composés sandwich. |
| 1974  | Paul J. Flory                                                         | 1/1               | États-Unis                       | Pour ses travaux théoriques et expérimentaux dans le domaine de la chimie physique macromoléculaire. |
| 1975  | John Warcup Cornforth¹ et Vladimir Prelog²                            |                   | Royaume-Uni Suisse               | ¹ Pour ses travaux sur la stéréochimie des réactions enzymatiques ² pour ses travaux sur la stéréochimie des molécules et des réactions organiques. |
| 1976  | William Lipscomb                                                      | 1/1               | États-Unis                       | Pour ses travaux sur la structure des boranes, qui ont apporté un nouvel éclairage sur la liaison chimique. |
| 1977  | Ilya Prigogine                                                        | 1/1               | Belgique                         | Pour sa contribution à la thermodynamique du non-équilibre, et plus particulièrement pour la formulation de la théorie des structures dissipatives. |
| 1978  | Peter D. Mitchell                                                     | 1/1               | Royaume-Uni                      | Pour sa contribution à la compréhension du transfert de l'énergie biologique par la théorie chimiosmotique. |
| 1979  | Herbert C. Brown et Georg Wittig                                      |                   | États-Unis Allemagne de l'Ouest  | Pour les progrès apportés, par leurs travaux respectifs, sur les composés du bore et du phosphore, aux méthodes de la synthèse organique. |
| 1980  | Paul Berg¹, Walter Gilbert² et Frederick Sanger²                      |                   | États-Unis Royaume-Uni           | ¹ Pour ses études fondamentales de la biochimie des acides nucléiques, et en particulier de l'ADN recombinant. ² Pour leurs contributions à la détermination des séquences de bases dans les acides nucléiques. |
| 1981  | Ken'ichi Fukui et Roald Hoffmann                                      |                   | Japon États-Unis                 | Pour leurs théories, développée chacune séparément, sur le cours des réactions chimiques. |
| 1982  | Aaron Klug                                                            | 1/1               | Royaume-Uni                      | Pour avoir développé la microscopie électronique cristallographique et pour avoir déterminé la structure des complexes acides-nucléiques protéines biologiquement importants. |
| 1983  | Henry Taube                                                           | 1/1               | États-Unis                       | Pour ses travaux sur les mécanismes des réactions par transfert d'électrons, en particulier dans les complexes métalliques. |
| 1984  | Robert Bruce Merrifield                                               | 1/1               | États-Unis                       | Pour son développement de la méthodologie de la synthèse chimique sur matrice solide. |
| 1985  | Herbert Aaron Hauptman et Jerome Karle                                |                   | États-Unis                       | Pour leurs réalisations remarquables dans la mise au point de méthodes directes de détermination des structures cristallines. |
| 1986  | Dudley Robert Herschbach, Yuan Tseh Lee et John Charles Polanyi       |                   | États-Unis Canada                | Pour leur contribution à la dynamique des processus chimiques élémentaires. |
| 1987  | Donald J. Cram, Charles Pedersen et Jean-Marie Lehn                   |                   | États-Unis France                | Pour l'élaboration et l'utilisation de molécules exerçant, du fait de leurs structures, des interactions hautement sélectives. |
| 1988  | Johann Deisenhofer, Robert Huber et Hartmut Michel                    |                   | Allemagne de l'Ouest             | Pour la détermination de la structure tridimensionnelle d'un site de la réaction photosynthétique. |
| 1989  | Sidney Altman et Thomas Robert Cech                                   |                   | États-Unis                       | Pour la découverte des propriétés catalytiques de l'acide ribonucléique. |
| 1990  | Elias James Corey                                                     | 1/1               | États-Unis                       | Pour le développement de la théorie et de la méthodologie de la synthèse organique. |
| 1991  | Richard R. Ernst                                                      | 1/1               | Suisse                           | Pour ses contributions au développement de la spectrométrie de résonance magnétique nucléaire à haute résolution. |
| 1992  | Rudolph Marcus                                                        | 1/1               | Canada États-Unis                | Pour ses contributions à la théorie des réactions par transfert d'électrons dans les systèmes chimiques. |
| 1993  | Kary B. Mullis¹, Michael Smith²                                       |                   | États-Unis Canada                | ¹ Pour son invention de la réaction en chaîne impliquant la polymérase. ² Pour ses contributions fondamentales à la connaissance de la mutagenèse et à l'étude des protéines. |
| 1994  | George A. Olah                                                        | 1/1               | États-Unis                       | Pour ses contributions à la chimie des carbocations. |
| 1995  | Paul Josef Crutzen, Mario J. Molina et Frank Sherwood Rowland         |                   | Pays-Bas Mexique États-Unis      | Pour leurs travaux sur la chimie de l'atmosphère, particulièrement en ce qui concerne la formation et la décomposition de l'ozone. |
| 1996  | Robert Curl, Richard Smalley et Harold Kroto                          |                   | États-Unis Royaume-Uni           | Pour leur découverte des fullerènes. |
| 1997  | Paul D. Boyer¹, John Ernest Walker¹ et Jens Christian Skou²           |                   | États-Unis Royaume-Uni Danemark  | ¹ Pour leur élucidation du mécanisme enzymatique de la synthèse de l'adénosine triphosphate. ² Pour la première découverte d'une enzyme transporteuse d'ions, la Na+, K+-ATPase. |
| 1998  | Walter Kohn¹ et John A. Pople²                                        |                   | États-Unis Royaume-Uni           | ¹ Pour ses développements de la théorie de la fonctionnelle de la densité. ² Pour avoir développé des méthodes de calculs informatiques en chimie quantique. |
| 1999  | Ahmed Zewail                                                          | 1/1               | Égypte                           | Pour ses études des états de transition des réactions chimiques, en utilisant la spectroscopie de femtoseconde. |
| 2000  | Alan Heeger                                                           | 1/3               | États-Unis                       | Pour la découverte et le développement de polymères conducteurs. |
| 2000  | Alan MacDiarmid                                                       | 1/3               | Nouvelle-Zélande                 | Pour la découverte et le développement de polymères conducteurs. |
| 2000  | Hideki Shirakawa                                                      | 1/3               | Japon                            | Pour la découverte et le développement de polymères conducteurs. |
| 2001  | William S. Knowles                                                    | 1/4               | États-Unis                       | Pour leurs travaux sur les réactions d'hydrogénation avec catalyse chirale. |
| 2001  | Ryoji Noyori                                                          | 1/4               | Japon                            | Pour leurs travaux sur les réactions d'hydrogénation avec catalyse chirale. |
| 2001  | K. Barry Sharpless                                                    | 1/2               | États-Unis                       | Pour ses travaux sur les réactions d'oxydation en catalyse chirale. |
| 2002  | John B. Fenn                                                          | 1/4               | États-Unis                       | Pour leur développement des méthodes de désorption par ionisation douce pour des analyses de macromolécules biologiques par spectrométrie de masse. |
| 2002  | Koichi Tanaka                                                         | 1/4               | Japon                            | Pour leur développement des méthodes de désorption par ionisation douce pour des analyses de macromolécules biologiques par spectrométrie de masse. |
| 2002  | Kurt Wüthrich                                                         | 1/2               | Suisse                           | Pour son développement de la spectroscopie par résonance magnétique nucléaire pour la détermination de la structure tridimensionnelle de macromolécules biologiques en solution. |
| 2003  | Peter Agre                                                            | 1/2               | États-Unis                       | Pour la découverte des aquaporines dans les membranes cellulaires. |
| 2003  | Roderick MacKinnon                                                    | 1/2               | États-Unis                       | Pour avoir été le premier à résoudre par cristallographie aux rayons X la structure de canaux ioniques (en particulier un canal potassium) dans les membranes cellulaires. |
| 2004  | Aaron Ciechanover                                                     | 1/3               | Israël                           | Pour leurs travaux sur la dégradation des protéines contrôlée par l'ubiquitine. |
| 2004  | Avram Hershko                                                         | 1/3               | Israël                           | Pour leurs travaux sur la dégradation des protéines contrôlée par l'ubiquitine. |
| 2004  | Irwin Rose                                                            | 1/3               | États-Unis                       | Pour leurs travaux sur la dégradation des protéines contrôlée par l'ubiquitine. |
| 2005  | Yves Chauvin                                                          | 1/3               | France                           | Pour leurs travaux sur le développement de la méthode de la métathèse en synthèse organique. |
| 2005  | Robert Grubbs                                                         | 1/3               | États-Unis                       | Pour leurs travaux sur le développement de la méthode de la métathèse en synthèse organique. |
| 2005  | Richard R. Schrock                                                    | 1/3               | États-Unis                       | Pour leurs travaux sur le développement de la méthode de la métathèse en synthèse organique. |
| 2006  | Roger Kornberg                                                        | 1/1               | États-Unis                       | Pour ses travaux sur les bases moléculaires de la transcription chez les eucaryotes. |
| 2007  | Gerhard Ertl                                                          | 1/1               | Allemagne                        | Pour ses travaux sur les mécanismes chimiques sur les surfaces solides. |
| 2008  | Osamu Shimomura                                                       | 1/3               | Japon États-Unis                 | Pour leur découverte et le développement de la protéine fluorescente verte. |
| 2008  | Martin Chalfie                                                        | 1/3               | États-Unis                       | Pour leur découverte et le développement de la protéine fluorescente verte. |
| 2008  | Roger Tsien                                                           | 1/3               | États-Unis                       | Pour leur découverte et le développement de la protéine fluorescente verte. |
| 2009  | Venkatraman Ramakrishnan                                              | 1/3               | États-Unis                       | Pour leurs études de la structure et de la fonction du ribosome. |
| 2009  | Thomas Steitz                                                         | 1/3               | États-Unis                       | Pour leurs études de la structure et de la fonction du ribosome. |
| 2009  | Ada Yonath                                                            | 1/3               | Israël                           | Pour leurs études de la structure et de la fonction du ribosome. |
| 2010  | Richard Heck                                                          | 1/3               | États-Unis                       | Pour les réactions de couplage catalysées par le palladium en synthèse organique. |
| 2010  | Ei-ichi Negishi                                                       | 1/3               | Japon                            | Pour les réactions de couplage catalysées par le palladium en synthèse organique. |
| 2010  | Akira Suzuki                                                          | 1/3               | Japon                            | Pour les réactions de couplage catalysées par le palladium en synthèse organique. |
| 2011  | Dan Shechtman                                                         | 1/1               | Israël                           | Pour sa découverte des quasi-cristaux. |
| 2012  | Robert Lefkowitz                                                      | 1/2               | États-Unis                       | Pour leurs travaux sur les récepteurs couplés aux protéines G. |
| 2012  | Brian Kobilka                                                         | 1/2               | États-Unis                       | Pour leurs travaux sur les récepteurs couplés aux protéines G. |
| 2013  | Martin Karplus                                                        | 1/3               | Autriche États-Unis              | Pour la mise au point de modèles multi-échelles de systèmes chimiques complexes. |
| 2013  | Michael Levitt                                                        | 1/3               | Royaume-Uni États-Unis Israël    | Pour la mise au point de modèles multi-échelles de systèmes chimiques complexes. |
| 2013  | Arieh Warshel                                                         | 1/3               | Israël États-Unis                | Pour la mise au point de modèles multi-échelles de systèmes chimiques complexes. |
| 2014  | Eric Betzig                                                           | 1/3               | États-Unis                       | Pour le développement de la microscopie à fluorescence à très haute résolution. |
| 2014  | Stefan W. Hell                                                        | 1/3               | Allemagne Roumanie               | Pour le développement de la microscopie à fluorescence à très haute résolution. |
| 2014  | William E. Moerner                                                    | 1/3               | États-Unis                       | Pour le développement de la microscopie à fluorescence à très haute résolution. |
| 2015  | Tomas Lindahl                                                         | 1/3               | Suède                            | Pour leurs études mécanistiques de la réparation de l'ADN. |
| 2015  | Paul L. Modrich                                                       | 1/3               | États-Unis                       | Pour leurs études mécanistiques de la réparation de l'ADN. |
| 2015  | Aziz Sancar                                                           | 1/3               | Turquie États-Unis               | Pour leurs études mécanistiques de la réparation de l'ADN. |
| 2016  | Jean-Pierre Sauvage                                                   | 1/3               | France                           | Pour la conception et la synthèse de machines moléculaires. |
| 2016  | James Fraser Stoddart                                                 | 1/3               | Royaume-Uni                      | Pour la conception et la synthèse de machines moléculaires. |
| 2016  | Bernard L. Feringa                                                    | 1/3               | Pays-Bas                         | Pour la conception et la synthèse de machines moléculaires. |
| 2017  | Jacques Dubochet                                                      | 1/3               | Suisse                           | Pour leurs travaux sur la cryo-microscopie électronique. |
| 2017  | Joachim Frank                                                         | 1/3               | Allemagne États-Unis             | Pour leurs travaux sur la cryo-microscopie électronique. |
| 2017  | Richard Henderson                                                     | 1/3               | Royaume-Uni                      | Pour leurs travaux sur la cryo-microscopie électronique. |
| 2018  | Frances Arnold                                                        | 1/2               | États-Unis                       | Pour son travail sur l'évolution dirigée des enzymes |
| 2018  | George Smith                                                          | 1/4               | États-Unis                       | Pour leurs travaux sur l'expression de peptides et d'anticorps par des phages. |
| 2018  | Gregory Winter                                                        | 1/4               | Royaume-Uni                      | Pour leurs travaux sur l'expression de peptides et d'anticorps par des phages. |
| 2019  | John B. Goodenough                                                    | 1/3               | États-Unis                       | Pour leur contribution à la création des batteries au lithium-ion. |
| 2019  | Stanley Whittingham                                                   | 1/3               | Royaume-Uni                      | Pour leur contribution à la création des batteries au lithium-ion. |
| 2019  | Akira Yoshino                                                         | 1/3               | Japon                            | Pour leur contribution à la création des batteries au lithium-ion. |
| 2020  | Emmanuelle Charpentier                                                | 1/2               | France                           | Pour avoir mis au point la technique d'édition génomique CRISPR-Cas9. |
| 2020  | Jennifer Doudna                                                       | 1/2               | États-Unis                       | Pour avoir mis au point la technique d'édition génomique CRISPR-Cas9. |
| 2021  | Benjamin List                                                         | 1/2               | Allemagne                        | Pour le développement de l'organocatalyse asymétrique. |
| 2021  | David MacMillan                                                       | 1/2               | Royaume-Uni                      | Pour le développement de l'organocatalyse asymétrique. |
| 2022  | Morten Meldal                                                         | 1/3               | Danemark                         | Pour le développement de la chimie click et de la chimie bioorthogonale. |
| 2022  | Carolyn R. Bertozzi                                                   | 1/3               | États-Unis                       | Pour le développement de la chimie click et de la chimie bioorthogonale. |
| 2022  | K. Barry Sharpless                                                    | 1/3               | États-Unis                       | Pour le développement de la chimie click et de la chimie bioorthogonale. |
| 2023  | Moungi G. Bawendi                                                     | 1/3               | États-Unis Tunisie France        | Pour la découverte et la synthèse de boîtes quantiques. |
| 2023  | Louis E. Brus                                                         | 1/3               | États-Unis                       | Pour la découverte et la synthèse de boîtes quantiques. |
| 2023  | Alexeï Iekimov                                                        | 1/3               | Russie                           | Pour la découverte et la synthèse de boîtes quantiques. |
| 2024  | David Baker                                                           | 1/2               | États-Unis                       | Pour le design numérique de protéines. |
| 2024  | Demis Hassabis                                                        | 1/4               | Royaume-Uni                      | Pour la prédiction de la structure de protéines. |
| 2024  | John M. Jumper                                                        | 1/4               | États-Unis Royaume-Uni           | Pour la prédiction de la structure de protéines. |

## Nombre de prix par nationalité
Si l'on tient compte des lauréats individuels (octobre 2024)
Les candidats ayant plusieurs nationalités sont comptés une fois pour chacune de leur nationalité.
| Pays             | Nombre de lauréats | Fraction de prix |
| ---------------- | ------------------ | ---------------- |
| États-Unis       | 79                 | 41               |
| Royaume-Uni      | 33                 | 19,08            |
| Allemagne        | 32                 | 23,5             |
| France           | 11                 | 5,83             |
| Japon            | 8                  | 2,66             |
| Suisse           | 7                  | 4,33             |
| Israël           | 6                  | 2,66             |
| Suède            | 5                  | 3,83             |
| Canada           | 4                  | 2,83             |
| Pays-Bas         | 4                  | 2,66             |
| Autriche         | 3                  | 1,83             |
| Norvège          | 2                  | 1,5              |
| Danemark         | 2                  | 0,83             |
| Russie           | 2                  | 0,83             |
| Argentine        | 1                  | 1                |
| Belgique         | 1                  | 1                |
| Égypte           | 1                  | 1                |
| Finlande         | 1                  | 1                |
| Hongrie          | 1                  | 1                |
| Tchéquie         | 1                  | 1                |
| Italie           | 1                  | 0,5              |
| Mexique          | 1                  | 0,33             |
| Nouvelle-Zélande | 1                  | 0,33             |
| Roumanie         | 1                  | 0,33             |
| Tunisie          | 1                  | 0,33             |
| Turquie          | 1                  | 0,33             |